# Subaru Legacy
Pour les articles homonymes, voir Legacy.
La Subaru Legacy est une berline routière de la gamme Subaru. Proposée en berline et en break, elle est très prisée des régions froides (Canada, Islande, Suisse, Nouvelle-Zélande) où sa transmission intégrale fait des merveilles. Elle est fabriquée à Ōta dans la préfecture de Gunma au Japon par Fuji Heavy Industries et à Lafayette dans l'état d'Indiana aux États-Unis par Subaru of Indiana Automotive. 
La Subaru Legacy est appelée Subaru Liberty en Australie et Subaru B4 en Israël.

## Première génération (1989-1993)
Lancée en 1989, la Legacy est conçue pour remplacer la vieillissante Leone, alors seul modèle à l'export de la marque (décliné en berline, break, coupé et coupé XT Alcyone). La Leone était alors la Subaru, à tel point que certains importateurs ne mentionnent même pas le nom du modèle dans leurs publicités !
La production des coupés Leone s'arrête à la sortie de la Legacy mais la berline et le break continueront leur carrière quelques années supplémentaires, la Legacy se situant finalement dans le segment supérieur, celui des grosses berlines.
La Legacy reprend les particularités de la Leone : une transmission intégrale disponible en série ou en option, un moteur de type boxer à quatre cylindres à plat placé en porte-à-faux avant, des portières sans montant et quelques aménagements sur certains modèles comme la boîte dual-range à gamme de vitesses courtes (sur moteurs atmosphériques) ou la suspension pneumatique sur les breaks.
Les moteurs sont tous entièrement nouveaux. Il s'agit du moteur type EJ en aluminium, toujours commercialisé de nos jours sur la gamme Impreza/Legacy/Forester. C'est un quatre cylindres à plat à 16 soupapes, simple ou double arbre à cames (soit deux ou quatre arbres au total), équipé d'une injection électronique. L'injection est de type monopoint (SPFI) sur le 1,8 litre et multipoint (MPFI) sur les autres cylindrées. Le 1,8 litre fut également disponible à ses débuts en version à carburateur en Grande-Bretagne.
Les cylindrées disponibles en Europe à la sortie de la Legacy sont le 1.6 de 90 ch, le 1.8 de 102 ch, et le 2.2 de 130 ch.
Les Japonais avaient également droit à un 2.0 atmosphérique de 150 ch (code moteur EJ20D) et un 2.0 turbo de 200 ch (version GT) ou 220 ch (sur RS, RS Type R et RS Type RA).
Au restylage de 1992 la Legacy européenne reçoit deux nouveaux moteurs: un 2.0 de 115 ch simple arbre à cames et un 2.0 turbocompressé double arbre de 200 ch (Legacy turbo).
L'Amérique du Nord quant à elle reçoit un 2.2 turbocompressé bridé à 163 ch, à cause de normes antipollution plus sévères.
La voiture est disponible en traction avant avec le 1,6 litre et le 1,8 litre, et reçoit la transmission All Wheel Drive (AWD) en option sur les 2 litres et 2,2 litres, les versions turbo ayant l'AWD de série. La boîte manuelle des versions atmosphériques est équipée d'un réducteur, qui, lorsqu'il est enclenché (via un petit levier situé à gauche du frein à main), augmente le régime moteur d'environ 500 tr/min à 100 km/h.
En France la Legacy est le premier véhicule Subaru officiellement importé (simultanément avec le coupé SVX) ce qui en fait un véhicule rare puisque le programme d'importation dans l'hexagone ne débute qu'en octobre 1992. Auparavant, la législation française limitait à 3 % de part de marché l'ensemble des constructeurs japonais déjà en place et avait interdit à Daihatsu, Isuzu, Suzuki et Subaru d'être diffusés. Jusqu'à cette date d'octobre 1992 où ces marques sont enfin "autorisées de territoire".

### Legacy Turbo/Legacy RS (marché européen et australien)

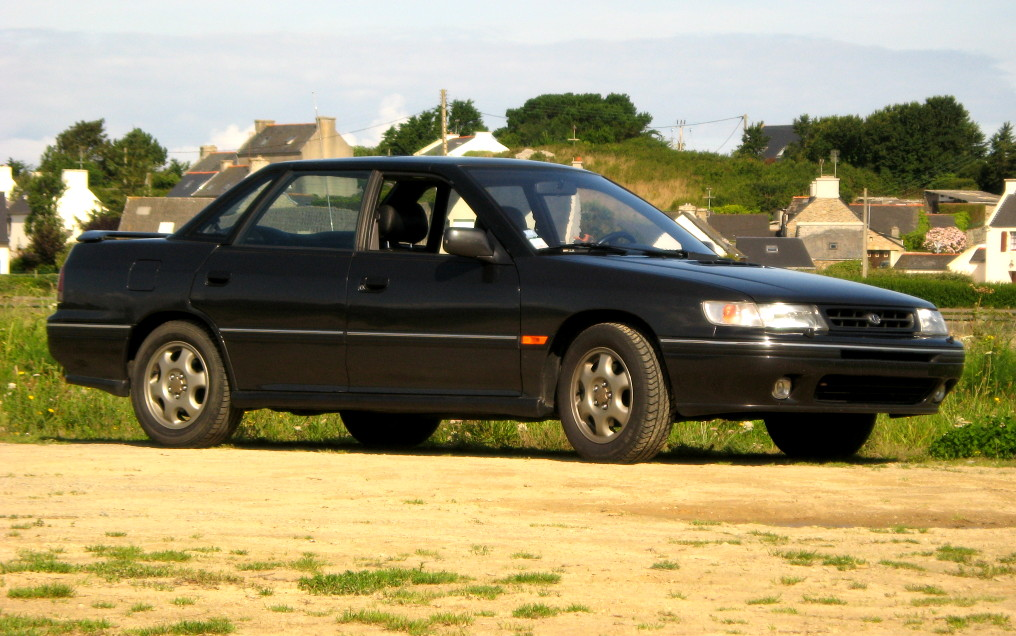
Subaru Legacy Turbo 1993, version européenne

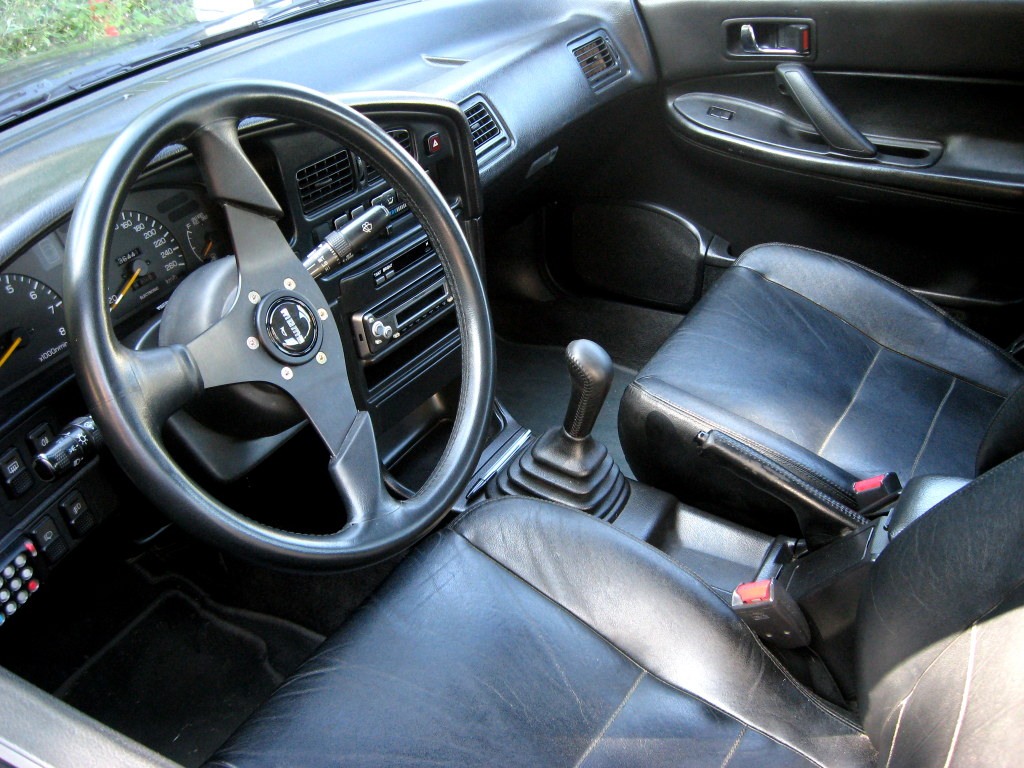
Intérieur de Subaru Legacy Turbo de 1993, version européenne, avec sièges en cuir

La version RS (Grande-Bretagne) ou Turbo (Allemagne, Suisse, Benelux, France) couronne la gamme. Le moteur qui l'équipe (code EJ20GN) est un 2 L turbo 16 soupapes à double arbre à cames en tête qui développe 200 ch à 6 000 tr/min avec un couple de 258 N m à 3 600 tr/min. Ce moteur est identique à celui des Legacy GT japonaises. Les 100 km/h sont annoncés en 6,7 secondes.
La suralimentation est assurée par un turbocompresseur IHI VF12 à une pression de 0,73 bar. L'air d'admission est refroidi par un intercooler à eau (et non par un échangeur air/air comme sur les Impreza quelques années plus tard).
Esthétiquement la Turbo européenne se distingue du reste de la gamme par des bas de caisse, un spoiler de malle arrière, une prise d'air sur le capot pour le refroidissement du turbo et des freins plus imposants. La transmission intégrale AWD est de série, ainsi que l'ABS et la direction assistée. Le pont arrière est de type autobloquant.
En France la Legacy Turbo est équipée de série de la direction assistée, de quatre vitres électriques, des rétroviseurs électriques dégivrant, un toit ouvrant électrique, l'ABS, une fermeture centralisée à télécommande et des jantes alliage de 15 pouces. Les options disponibles sont la climatisation manuelle, la peinture métallisée, l'intérieur cuir et les sièges chauffants.
En 1994, toujours en France, une Turbo coûte 185 000 Frs en berline ("sedan") et 200 000 Frs en break. Une série limitée Rallye aux couleurs de la Legacy 555 de Colin McRae sera commercialisée en 1994. Bleue avec des jantes or, elle inaugure le «standard Subaru» des années Impreza.

### Legacy RS, RS Type R et RS Type RA (marché japonais)

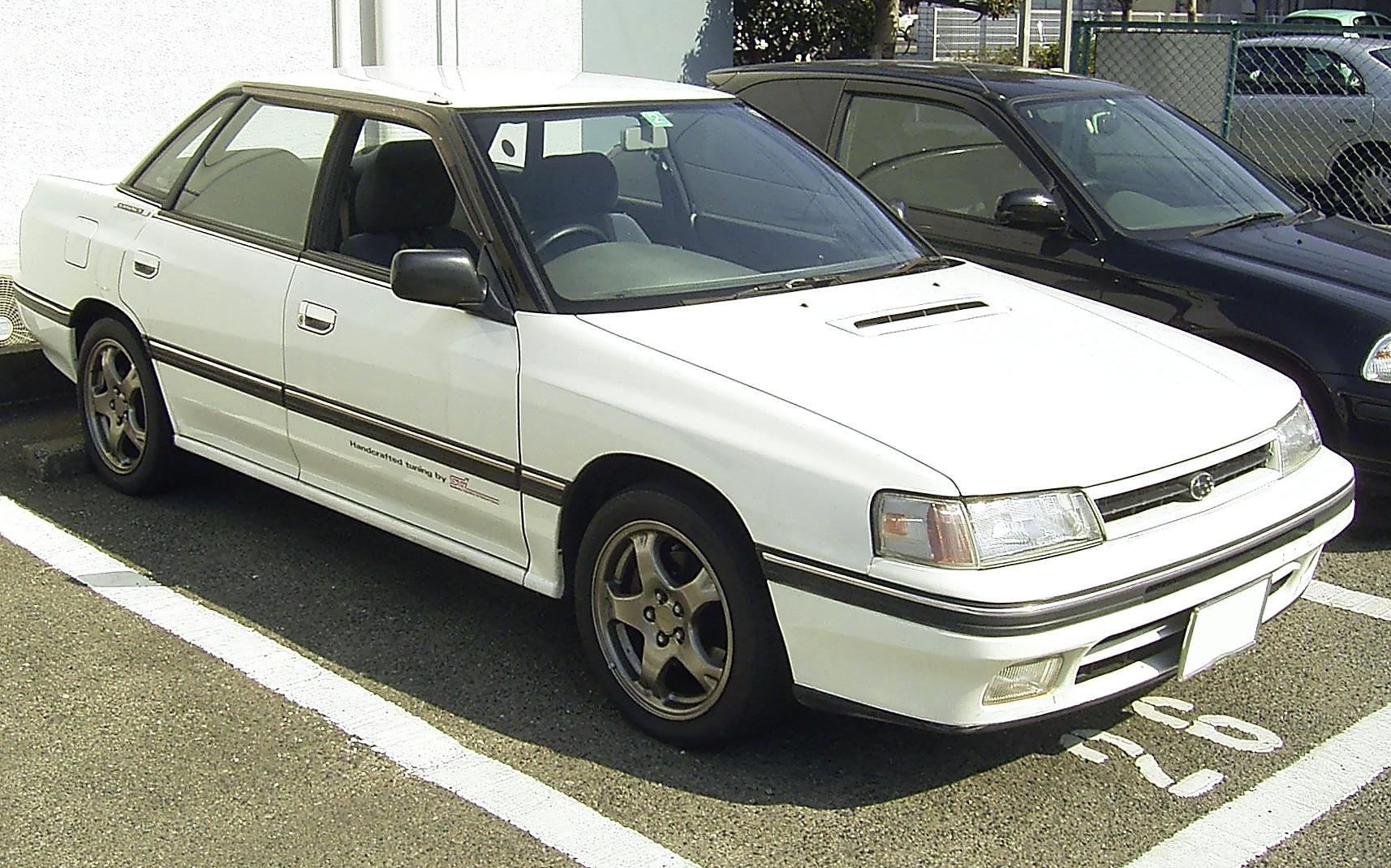
Subaru Legacy RS Type R de 1991

Le Japon fait figure de privilégié en matière de modèles sportifs. La première Legacy turbocompressée est la RS, en berline uniquement, commercialisée au début du mois de février 1989. Son 2 litres turbo sort 220 ch avec un couple de 270 N m à 4 000 tr/min. Le turbocompresseur est un IHI VF8. C'est le moteur le plus puissant jamais fabriqué par Subaru à ce moment, dont sera dérivé celui de l'Impreza WRX en 1993.
En octobre de la même année sort la Legacy GT avec un 2 litres turbo de 200 ch qui développe 260 N m à 3 600 tr/min. Le turbocompresseur est un IHI VF12 à 9 pales. En berline, la GT n'est disponible qu'en boîte automatique contrairement au break. C'est ce moteur qui est monté sur les Legacy RS (ou Turbo) en dehors du marché japonais.
Au même moment la RS Type R est annoncée, qui reprend le moteur de la Legacy RS. La RS-R est une évolution au châssis plus affûté (ressorts, amortisseurs et silent-blocs de barre stabilisatrice renforcés).
Enfin en décembre 1989 est annoncée la Legacy RS Type RA, pour «Record Attempt» en hommage au record des 100 000 km établi entre le 2 et le 21 janvier 1989 par une Legacy RS quasiment de série, à 223,345 km/h de moyenne. La RS-RA reçoit un moteur préparé par Subaru Tecnica International (STI) : volant moteur allégé, pistons forgés, chemises renforcées, arbres à cames améliorés, collecteurs polis à la main, suspension renforcée et durcie et une direction à assistance variable plus directe. C'est ce modèle qui sera la base d'homologation des voitures de rallye.
Initialement annoncée en série limitée à 100 exemplaires, la production de la RS Type RA continuera à un rythme d'une vingtaine par mois.
En mai 1990 la révision B de la RS-RA est commercialisée, avec une très attendue boîte courte (ratio 4,11 contre 3,90 sur les GT, RS, RS Type R et Type RA rev.A, ainsi que les RS et Turbo non JDM). Les deux dernières évolutions, C et D, sont des retouches mineures pour suivre le restylage de la Legacy (calandre et malle arrière), augmenter le couple à bas régimes et passer l'ECU en 16 bits.

### Record de vitesse
Avec la Legacy, Subaru entend repartir d'un bon pied et faire oublier sa réputation de constructeur de voitures solides mais ô combien rustiques. La Legacy doit rester solide, mais devenir confortable et performante. Pour marquer l'évènement, la marque s'attaque au record des 100 000 km de la FIA dans la catégorie A/Groupe 1/Classe 7 (moteurs turbo de 1 500 cm3 à 2 000 cm3). Ce record est détenu par Saab depuis 1986 à 213,3 km/h (sur Saab 9000 turbo).
Le projet démarre en mai 1988 avec le choix des pneumatiques et des suspensions capables d'encaisser des hautes vitesses par tous les temps. Le recrutement des conducteurs se fait en interne, la Legacy étant encore un projet secret. En août, l'équipe est mise en place et pilotée par Subaru Tecnica International (STi), la division sport de la marque. La préparation des quatre voitures démarre en octobre : trois voitures qui courent en parallèle, et une voiture de rechange. Les Legacy reçoivent un arceau soudé, des ressorts et amortisseurs plus raides, un réservoir de 140 L et un spoiler de bouclier avant spécifique.
Le 2 janvier 1989 un peu avant 11h30 les trois Legacy s'élancent à quelques dizaines de secondes d'intervalle. Elles ne s'arrêteront que pour les ravitaillements, changements de pilotes et révisions et entretiens courants. Bon nombre de records sont battus: records Porsche des 12 heures, 24 heures, 5 000 km, 5 000 miles, 10 000 km, 10 000 miles, record Alfa Romeo des 25 000 km et 50 000 km, record des 50 000 miles...
Enfin le 21 janvier, à 1h20, Noriyuki Koseki, fondateur de STI, prend le volant de la voiture n° 2, la plus rapide, avec 450 km restants. Les 100 000 km sont atteints à 3h12 avec une moyenne de 223,345 km/h ce qui représente 18 jours et demi de conduite non stop.  Les deux autres voitures termineront plus tard dans la matinée avec des vitesses moyennes de 219,664 km/h et 220,358 km/h, battant elles aussi le record de Saab.
Vingt ans plus tard ce record n'est toujours pas battu dans cette catégorie.

### Engagement en rallye

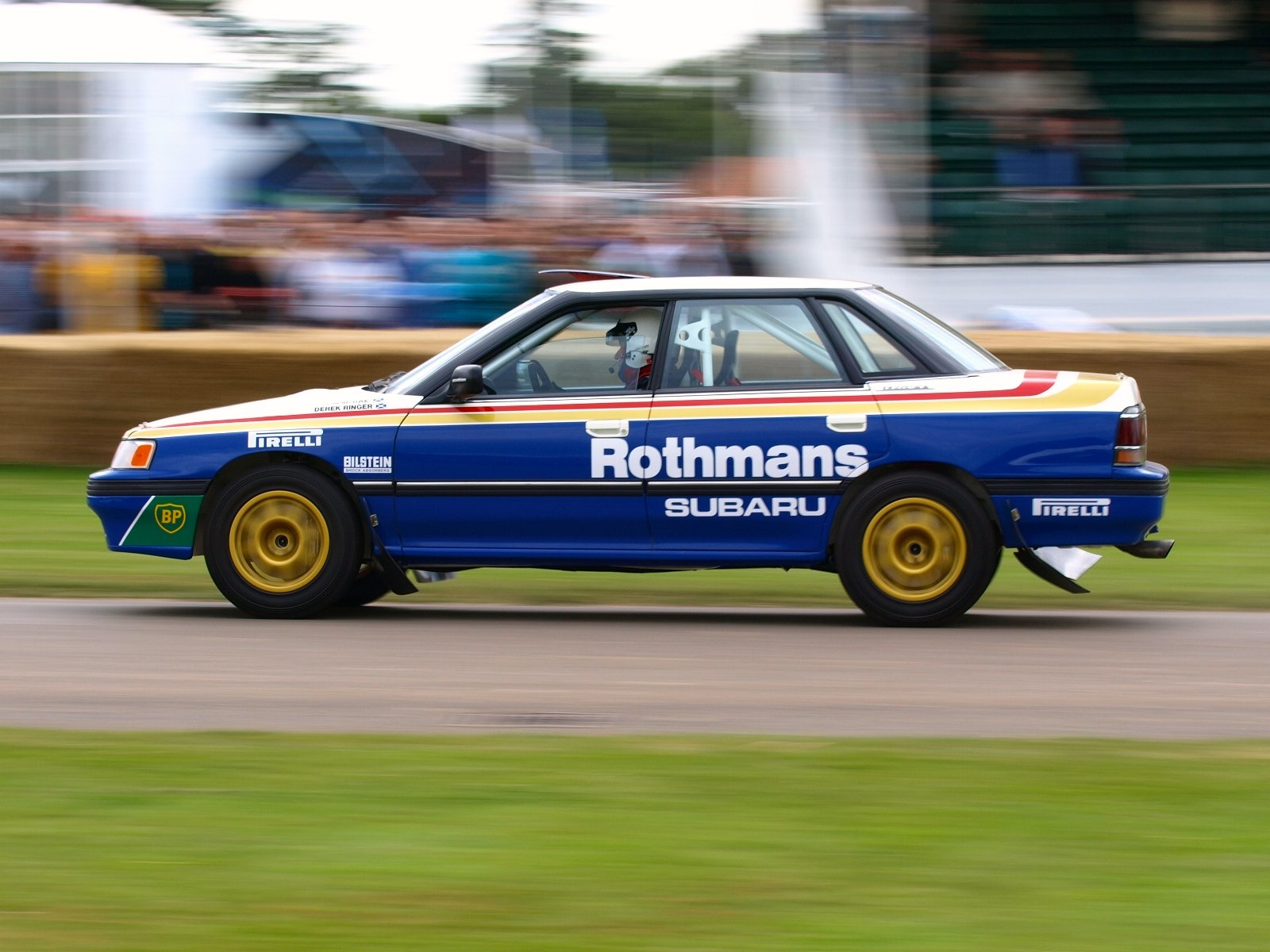
Subaru Legacy RS de Colin McRae.

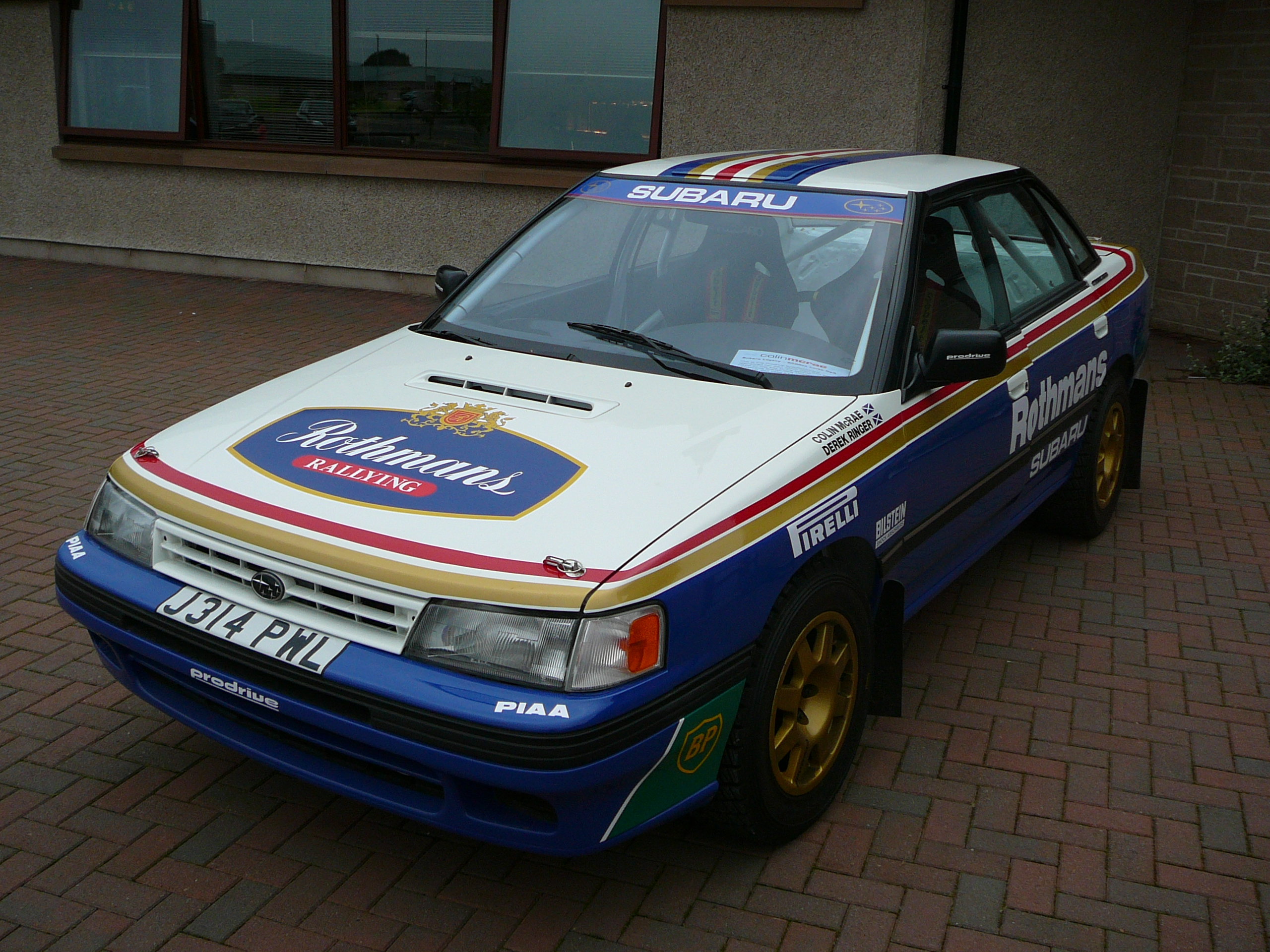
La même à l'arrêt.

En 1990 Subaru engage sa Legacy RS en WRC par le biais du préparateur anglais Prodrive. Le développement du moteur est à la charge de l'équipe interne pilotée par Noriyuki Koseki (division STI) et le reste de la voiture est développé par Prodrive.
Engagée pour la première fois lors du Safari Rally durant cette saison, la Legacy RS est à la peine à cause de problèmes à répétition sur la transmission et le moteur; elle remporte cependant une épreuve en P-WRC toujours en 1990 à l'Acropole, ainsi que le rallye africain de l'Équateur grâce au kenyan Ian Duncan dans son pays l'année suivante en ARC (pilote 4e du championnat). À tel point que trois ans plus tard, la voiture n'a encore aucune victoire significative inscrite à son palmarès. Markku Alén réussit tout de même une troisième place au rallye de Suède 1991, puis en 1992 Ari Vatanen et Colin McRae décrochent tous deux une seconde place sur des épreuves du WRC. McRae gagnera aussi l'Île de Man cette année-là, ainsi qu'en 1992.
En 1993, malgré une troisième place au rallye de Suède, la Legacy est fortement menacée par sa toute nouvelle petite sœur: l'Impreza (pour l'instant 555), sur laquelle Prodrive commence déjà à travailler. Les ordres de Subaru tombent: pas d'engagement avec la nouvelle voiture tant que la Legacy n'a pas gagné une seule course. Et c'est au rallye de Nouvelle-Zélande, le dernier rallye avant les débuts programmés de l'Impreza, que la Legacy signe sa première victoire avec Colin McRae au volant!
En 1994 est engagée l'Impreza... Plus compacte, plus vive, elle signe la fin de la Legacy en WRC et le commencement d'une nouvelle ère pour Subaru, qui verra la Legacy s'enfoncer dans l'incognito alors que l'Impreza WRC rafle tout sur son passage et accélère les ventes d'Impreza WRX/GT Turbo.
Bilan (1990-1993):

Pilotes de renom en WRC: Markku Alén, Possum Bourne, Ian Duncan, le français François Chatriot, Derek Warwick, Ari Vatanen et Colin McRae;
Au championnat du monde des constructeurs: 3e en 1993 (épaulée par l'Impreza 555), et 4e en 1990 et 1992 (seule);

Podiums en WRC (5): victoire au Rallye de Nouvelle-Zélande 1993 (Colin McRae), 2e en Suède 1992, 2e en Grande-Bretagne 1992, et 3e en Suède 1991 et 1993;
Championnat d'Asie-Pacifique des rallyes: Possum Bourne 1993;
Championnat d'Angleterre des rallyes: Colin McRae 1992 et 1993, puis Richard Burns 1994 (victoires notables Île de Man 1991, 1992 et 1993 et Écosse aussi en 1991, 1992 et 1993);
Championnat d'Irlande des rallyes: Bertie Fisher 1992 et 1993, puis Kenny McKinstry 1994 (victoire notable au Circuit d'Irlande 1991);
Championnat de Nouvelle-Zélande des rallyes: Possum Bourne 1991, puis Joe McAndrew 1993, 1994 et 1996;
Championnat d'Australie des rallyes: Robert Herridge 1991 et 1992 (avec le nom de "Liberty RS").

## Deuxième génération (1993-1998)
En 1993 la Legacy II est présentée au Japon et arrive à l'export dès l'année suivante. Le style, plus fluide mais toujours un peu fade, avec un avant plus européanisé rappelant les premières Ford Mondeo, et un arrière très typé japonais, est d'Olivier Boulay, futur designer des Maybach 57/62. 
Sur cette version, la transmission intégrale est de série sur toute la gamme excepté au Japon où la traction est toujours disponible. Le moteur 1,8 litre est abandonné, mais un 2,5 litres double-arbre est introduit qui développe 150 ch - moteur dont le joint de culasse s'est révélé fragile, un problème corrigé sur la Legacy III.
Le 2.0 turbo est remplacé par un 2 litres biturbo séquentiel (version GT-B), qui développe 260 puis 280 ch. Cette version suralimentée ne sera pas importée dans les pays à conduite à gauche, pour une simple raison technique: l'agencement du moteur avec ses deux turbos ne permet pas de faire passer la colonne de direction et le maître cylindre de frein à gauche.
Trois boîtes de vitesses sont disponibles :
- automatique à 4 rapports (tous modèles)
- manuelle 5 vitesses + réducteur
- manuelle 5 vitesses sans réducteur

En France la Legacy II est proposée en monte GPL par Subaru France, sur les modèles 2.0 et 2.2 uniquement. L'équipement GPL est du fabricant Necam Koltec, de type full group. Les bonbonnes de gaz prennent la place de la roue de secours, le tapis de coffre est rehaussé de quelques centimètres et la roue de secours se range verticalement sur le flanc gauche du coffre, boulonnée sur un piton.
Une version "tous chemins" est déclinée, nommée Subaru Outback. Disponible en break uniquement, sa garde au sol est augmentée et l'engin se pare de protections latérales en plastique et d'un pare-chocs spécifique avec feux longue-portée surdimensionnés. L'outback n'est disponible qu'avec le 2,5 litres et peut recevoir l'option GPL en Europe.

## Troisième génération (1999-2003)
En 1998 la troisième mouture de la Legacy est présentée au public. La calandre préfigure l'Impreza de 2001, alors que l'arrière s'affirme dans son style japonais mais devient moins lourd, plus élégant.
Le moteur 2,2 litres est abandonné, le 2 litres passe à 138 ch. Le 2,5 litres est désormais disponible en GPL. Enfin en 2001, un nouveau moteur fait son apparition sur la version Outback, un H6 (six cylindres à plat) de 3 litres de cylindrée développant 210 ch. Il n'est disponible qu'avec une boîte automatique.
Uniquement disponible en conduite à droite, la version B4 est équipée du 2 litres double-arbre biturbo de 280 ch (puissance parfois inférieure afin de s'adapter à la réglementation ou à un indice d'Octane inférieur - Australie notamment).

## Quatrième génération (2005-2009)
Présentée en 2003 et commercialisée en 2004, la quatrième version de la Legacy propose enfin ce qui manquait à ses grandes sœurs : un style. Plus agressive, plus fine, elle convainc davantage.
La Legacy est initialement proposée en trois motorisations : le 2.0i de 138 ch, le 2.5i qui monte à 170 ch et le six-cylindres 3 litres équipé d'un calage variable de l'admission, qui développe maintenant 245 ch. Bien qu'importé en Benelux sur tous les modèles de la gamme, en France le 2.5i n'est disponible que sur l'Outback.
En 2006 le 2.0i est remplacé par un 2.0R à calage de l'admission variable (système AVCS) et atteint 160 ch, ramené à 150 ch en 2008 pour réduire les émissions de CO2 (désormais taxées en France).
Fin 2007 le premier boxer diesel est annoncé par Subaru ; commercialisé au printemps 2008, il développe 150 ch avec 350 N m de couple à 1 800 tr/min. Avec ce moteur, conçu pour les clients européens, Subaru cherche à conquérir de nouvelles parts de marché sur le Vieux Continent.
En France le GPL était proposé sur les 2.0i de la Legacy et 2.5i de l'Outback, puis progressivement retiré du marché pour préparer l'arrivée du boxer diesel.
Au Benelux, l'option GPL est toujours disponible sur la gamme Legacy et Outback sur les moteurs 2.0 et 2.5, pour un prix de 2 972 €.
Au Canada, deux moteurs uniquement sont disponibles : le boxer 4 cylindres (H4), 16 soupapes, de 2,5 litres, 170 ch à 6 000 tr/min (pour les modèles 2.5i et GT) et le 2,5 litres suralimenté, 16 soupapes, 243 ch à 6 000 tr/min (pour les modèles GT). Le 3.0R n'est pas disponible, contrairement aux États-Unis.

## Cinquième génération      (2009-2014)
La cinquième génération de la Legacy est présentée en janvier 2008 à Détroit sous la forme d'un concept-car. Le modèle de série est commercialisé début 2009 au Japon et en Amérique du Nord, et à septembre 2009 en Europe sauf en France.
Il y a peu de changements dans les moteurs :
- 4 cylindres 2.0 SOHC atmosphérique 150 ch
- 4 cylindres 2.5 SOHC atmosphérique 170 ch ou 167 ch en Europe
- 4 cylindres 2.5 DOHC turbocompressé 265 ch
- 6 cylindres 3.6 DOHC atmosphérique 256 ch
- 4 cylindres diesel 2.0 150 ch

La grande nouveauté vient de la nouvelle boîte de transmission continue Lineartronic CVT (continuously variable transmission) à chaîne. Cette boîte travaille en mode automatique, avec un nombre infini de rapports de transmission sur la plage disponible, et peut également être basculée en mode manuel et simuler six vitesses à rapports fixes.
La boîte automatique classique à cinq rapports est toujours disponible, ainsi qu'une boîte manuelle à 6 rapports.
Un break vient compléter la gamme en 2011, la SW.

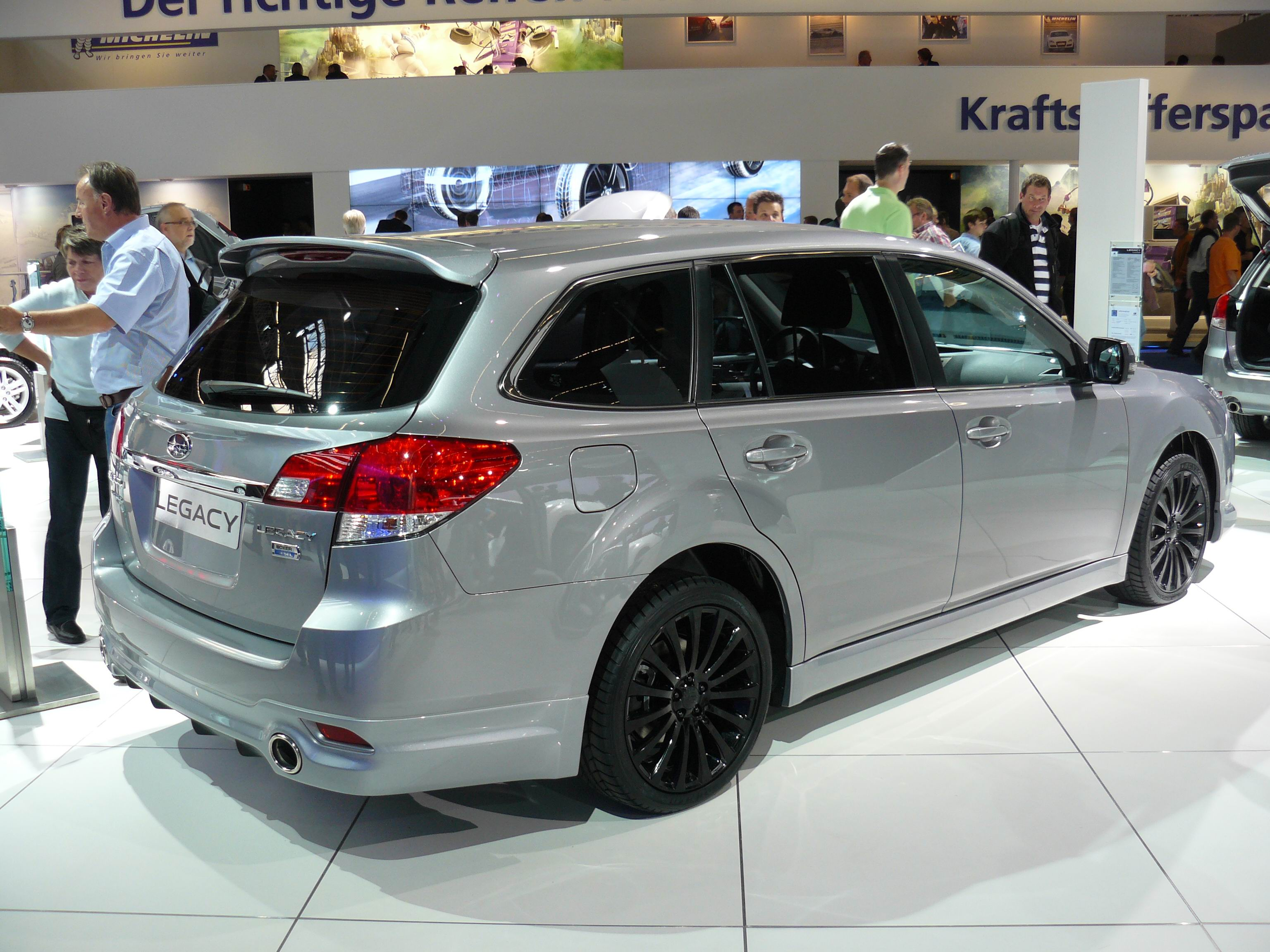
Subaru Legacy SW 2011

### Super GT
STI met actuellement au point une Legacy pour le championnat japonais de Super GT (classe GT300). Le véhicule reprend l'esthétique de la Legacy cinquième génération, et est motorisé par un 4 cylindres boxer turbo. La transmission intégrale est bien sûr de mise.